# Tomoko Oishi
Tomoko Oishi es un personaje ficticio de Ringu. Ella es la sobrina de Reiko y Ryuji, y prima de Yoichi. Es interpretada por Yuko Takeuchi. Ella era una víctima de Sadako y más tarde una antagonista.

## Historia
Tomoko tenía aproximadamente 17 años y vivía en Tokio. Tenía una amiga llamada Masami y un novio llamado Iwata. En algún momento, ella, Iwata, una chica llamada Yoko, el novio de Yoko  Nomi Tadehiko fueron de viaje a Izu. Por coincidencia se quedaron en una cabaña construida arriba de un pozo y encontraron el vídeo maldito y lo vieron juntos. 
Una semana más tarde, después de regresar a Tokio, Tomoko le contó a Masami sobre su viaje y el video que vio, mientras sus ellas estaban viendo un partido de béisbol, que también se muestra en la televisión. El teléfono suena en el piso de abajo y Tomoko y Masami bajan y era solamente la madre de Tomoko, quién dijo que llegará tarde. Masami luego fue al baño y Tomoko fue a buscar una bebida en la heladera. Inesperadamente, el televisor se enciende y muestra el partido de béisbol. Ella lo apaga, pero cuando ella se fue se volvió a prender. Cuándo Tomoko volvió fue atacada por Sadako, que salió de la TV. No se sabe como murió, pero Masami vio el cuerpo de Tomoko y a Sadako. El cuerpo de alguna manera llegó al dormitorio de Tomoko, posiblemente por Masami o Sadako. Su tía Reiko y su primo Yoichi asisten a su funeral, que daría lugar a la investigación de Reiko acerca del video y la mayoría de los eventos de la película.
Tomoko nunca se muestra luego de su muerte(a excepción de un flashback de su cadáver), pero durante su funeral Yoichi la ve corriendo por las escaleras(solamente sus pies) y lo lleva a su habitación, donde le señala al televisor(aunque Reiko luego lo saca de la habitación). Aunque no se ve, ella le dice a Yoichi sobre su muerte. Más tarde, cuando Reiko está durmiendo oye a Tomoko decirle "tia". Cuando Reiko va a donde Yoichi está durmiendo, ella ve el cuerpo de Tomoko de espaldas a ella. Luego Reiko va a la sala y ve a Yoichi mirando el video maldito. Cuando le pregunta a Yoichi porque vio el video este le dice que Tomoko le dijo que lo viera. Esto deduce que Tomoko se convirtió en una Onryō como Sadako. El espíritu de Tomoko nunca se ve o se menciona de nuevo y se desconoce que paso con ella.

## Otras representaciones
- Katie Embry es la versión americana de Tomoko. Ella aparece en The Ring. La única diferencia es que Katie subió al piso superior y cuando abre la puerta de su habitación es asesinada por Samara y en cambio Tomoko murió en el piso de abajo a manos de Sadako.